# Græs-indlandsklit
Græs-indlandsklit er en naturtype der består af mere eller mindre åbne, meget lave bevoksninger. De fleste af de højere planter er enårige, men undervegetationen af laver kan være endda meget gammel. Græs-indlandsklit er en betegnelse for en naturtype i Natura 2000-netværket, med nummeret 2330.

## Dannelsesforhold
Naturtypen opstår på udvasket sand, gerne på indlandsklitter. Den består ikke i længden, for før eller siden dukker der ærteblomstrede planter op. Ved hjælp af knoldbakterier skaffer de sig og deres nærmeste omgivelser adgang til luftens kvælstofbeholdning.
Typen er dog også stærkt truet af den ammoniumholdige regn, som skyldes udslip af ammoniak fra gyllespredning og ventilation af staldbygninger.

## Plantevækst
De typiske planter på denne naturtype er:
- Sandskæg (Corynophorus canescens)
- Bægerlav (Cladonia)
- Flipkrave (Teesdalia nudicaulis)
- Sandstar (Carex arenaria)
- Vårspergel (Spergula morisonii)